# Ranitomeya summersi
Ranitomeya summersi é uma espécie de anfíbio da família Dendrobatidae. Endêmica do Peru.